# 의왕덕성초등학교
의왕덕성초등학교(義王德成初等學校)는 대한민국 경기도 의왕시 삼동에 있는 공립 초등학교이다. 2002년 1월 10일 의왕덕성초등학교 설립인가를 받고 2002년 9월 1일 개교하였다. 2003년 3월 1일 병설유치원 개원하였다. 2004년 2월 14일 제1회 졸업생을 배출하였다. 교훈은 ‘바른 마음과 행동으로 성실하게 꿈을 키우는 덕성 어린이’이며 교목은 은행나무, 교화는 장미이다. 리코더, 축구, 미술 등의 특기적성교육이 이루어지고 있으며 경기도 의왕시 삼동 263번지에 있다.

## 학교 연혁
- 2002.01.10 의왕덕성초등학교 설립인가
- 2002.09.01 초대교장 정병직 취임 및 개교, 16학급 편성(총 677명)
- 2003.03.01 병설유치원 개원
- 2003.05.16 전.후관 복도 연결공사 준공
- 2005.09.01 학원 공원화 사업(운동장 느티나무 식재 등) 완공
- 2013.02.15 제 10회 졸업식(151명 졸업 총 1515명)
- 2013.03.01 제 5대 김철진 교장 취임, 28학급 편성(유치원1학급포함)
- 2018.03.01 제 6대 주용완 교장 취임
- 2020.06.08 제 7대 홍순심 교장 취임, 별관 개관

## 참고 자료
- 의왕덕성초등학교 - 한국교육학술정보원 학교알리미